# Kisláng
Kisláng község Fejér vármegyében, az Enyingi járásban.

## Fekvése
A Mezőföldön, 5316 hektáros területen helyezkedik el. A község központján a 64-es és 7-es főutat, Enyinget és Polgárdit összekötő 6301-es út halad keresztül, de megközelíthető a település Soponya felől, a Sárvíz környéki települések összefogása által megépített 6331-es úton is, amelyet 2000-ben a pünkösdi falunapi rendezvények keretében adtak át. Külterületét érinti még a Lepsénytől Mezőszentgyörgyre, majd onnan egy darabig délebbre továbbvezető 63 105-ös út is.
Korábbi zsáktelepülés jellege mára, az újabb utak építésével megszűnt. Megközelítésének több irányból kínálkozó lehetősége pedig „kinyitotta” a községet, az Enyingi kistérség után az Abai kistérség felé is, és az új elérési irányok mind több kölcsönös találkozási lehetőséget nyitottak a mezőföldi települések lakói számára.

## Története
1900-as évek elején a Mezőföld településeinek lakói alapították a falut gróf Zichy János nagylángi uradalmán, 1913-ban lett önálló település.

### A kezdetek
A községet mindenki csak úgy ismeri, hogy szabályos, mérnök által tervezett település. A kb. 1,6–2 kilométeres utcák középen merőlegesen metszik egymást. A Szent István utca a falu tengelye, a többi párhuzamos és szegélyező út pedig mintegy keretbe foglalja az utcákat. Az előző századfordulón gróf Zichy János uradalmát felparcelláztatta vállalkozó szellemű telepesek által kialakított házhelyekkel, akik a nagylángi jegyző toborzó szavára a környék 11-12 településéről érkeztek két nagyobb hullámban.
Előírás volt, hogy csak a mérnök által kimért helyre lehetett házat építeni, valamint az is, hogy mennyi helyet kell hagyni a járdának, ároknak, útnak, ezt a lakók be is tartották építkezéskor. Így lett ilyen „szabályos” a község, ugyanis ezt az előírást később is betartották.
A település neve is többféle elképzelés szerint alakult: a török korban elpusztult Lángh-puszta, majd Nagyláng verziója után Kis-láng, Külső-láng volt, mely végül a Kisláng névvé alakult 1913 pünkösdjén, amikor a község elnyerte az önálló település rangját.
Akkorra már állt a két felekezet temploma: a katolikus és református templom, amelyhez a földterületet a gróf ajándékozta a falunak, mint ahogy az iskolák számára, a tanítók számára, valamint a temetkezés céljaira is. Eleinte felekezeti oktatás folyt a faluban. A községhez tartozó pusztákon éltek továbbra is emberek, akik eleinte még az uradalomban dolgoztak.
Az első és a második világháború érintette a községet, mert a második világháború Don-kanyari áldozatainak létszámát gyarapították azok az elesett hősi halottak is, akik a Kislángról behívott katonák háromnegyed részét kitevő, mintegy 600 fő behívott közül.
A világháború emlékoszlopa a turulmadárral látható a községháza előtt, kiegészítve azoknak a hősi halottaknak feljegyzett nevével egy szép emlékoszlopon, akik a második világháborúban estek el. A világégés úgy érintette a községet mint a többször visszatérő csapás. Beleesett a területe a Margit-vonal védelmi rendszerébe, (melyet a németek építettek ki) így háromszor cserélt gazdát a falu: 1944. december 6-án először a szovjet katonák, majd még kétszer.
Az utolsó bejövetel – amit sokáig a község felszabadulásaként kellett ünnepelni -, éppen március 21-re, a tavasz első napjára esett. Közben kétszer elmenekültek a község lakói, a türelmesebbek itthon maradtak és szenvedtek. Az új tavaszt és újjáépítést a németek által felrobbantott templomokkal, drótaknákkal körbefogott termőfölddel, futóárkokkal tarkított külső területekkel kezdték a szorgos parasztkezek. Beindult az élet.
Mindig híres volt jó termőföldjéről és a szorgos emberkezekről a község. A „Béke” termelőszövetkezet a második tsz-szervezési hullámban szerveződött, három tsz-ből egyesült. Sokáig prosperált, mint ahogy az ÁFÉSZ- üzemelésű üzletek, az állami irányítású iskola, a több mint húsz évig üzemelő keskeny nyomtávú kisvasút is. A közlekedés nehézkes volt, mert a Székesfehérvártól 35 km-re található települést csak busszal lehetett elhagyni. A helyi négy buszmegálló kialakítása is csak az 1980-as években történt meg. Ezek ma a VOLÁN-buszok megállói.

## Napjainkban
Ami a komfortossá tételt illeti, megragadták a község vezetői, az újonnan választott képviselőtestületek tagjai, hogy továbbléphessenek. Először a tornacsarnokot építették meg közös összefogással, majd jöttek az infrastrukturális (víz-gáz-telefon-útépítés-kábeltévé) programok. Eljött annak is az ideje, hogy az oktatásra nagyobb hangsúlyt helyezzenek a községben. Megszerveződött a művészeti oktatás, amely először pár tanszakkal indult, majd napjainkra 10 tanszakra bővült.
Az általános iskolai oktatás színvonala is emelkedett, három élő idegen nyelvből választhatnak a kislángi gyerekek (angol, német és orosz nyelv). Versenyeket nyernek, színvonalas középfokú intézményekbe kerülnek be a szorgalmasabb, tehetségesebb diákok. Művészeti fesztiválokon is öregbítik iskolájuk hírnevét. Hagyománnyá vált, hogy falunapi rendezvényükön – melyet pünkösd péntek-szombat-vasárnap tartunk –, és a karácsonyi idősek napján kiállítást rendeznek, művészeti műsorokkal lépnek fel a község felnőtt lakossága előtt az iskolás gyermekek. Március 15-én községi ünnepségen adnak műsort a Petőfi-szobornál, egybekötve fáklyás felvonulással, de szerveznek iskolai szintű sportversenyeket is, amelyek győztesei továbbjutnak felmenő rendszerben megyei, sőt atlétikában még országos szintű megmérettetésig is. Ilyen sportversenyek: Luca-napi iskolabuli, Mikulásfutás decemberben, Nyuszifutás játszóházzal áprilisban. Kihívás Napján hajnali 5 órától este 10 óráig az egész község megmozgatása, majálisnapi triatlon, sportversenyek, pünkösdkor házi bajnokság: kézilabda, röplabda, kosárlabda, női, férfi futball. Április 2-án iskolai vetélkedő van Christian Andersen születése évfordulóján előre vállalt érdekes ifjúsági irodalomból. A költészet napján irodalmi pódiumműsorok mai előadóktól a művelődési házban. Decemberben gyermekkönyvheti vetélkedőkön vehetnek részt a gyermekek. Ekkor tartják az alsó és felső tagozat számára a vers- és prózamondó versenyt, a Kazinczy szépkiejtési versenyt, valamint játszóházat szerveznek a Mikulás tiszteletére. A zenetagozatosok karácsonyi koncertet adnak, a művészeti iskolások kiállítást rendeznek és bemutatókon lépnek fel. Erőssége az iskolának a kézilabda és a focisuli, valamint az öttusa és a futás is. A szavaló- és népdaléneklési versenyeken megyei első helyezéseket nyernek a tanulók, de a zenetagozatosok is zongoraversenyeken, kórustalálkozókon szép eredményeket mondhatnak magukénak. Az utóbbi évek tanulmányi versenyein is győzelmeket hoztak megyei szinten. Az óvoda előkészíti a gyerekeket az iskolás életre: 110 óvodás 4 csoportban nevelődik.

### Civil-szerveződések
Legrégebbi szerveződés a Kisláng SC. Ez a sportegyesület három szakosztályt foglal magába: sakk, kézilabda, labdarúgás. Az anyagi támogatás jelentős részét a kislángi önkormányzat biztosítja. A szakosztályok tagjai teljesen térítésmentesen vehetik igénybe az iskola tornatermét. A kislángi felnőtt labdarúgók és kézilabdások a megyei I. osztályban szerepelnek.
A Kisláng községi Önkéntes Önvédelmi Egyesület 1990 novemberétől működik. A szolgálatukat rendszerint péntek-szombat éjszaka látják el. 24 fő aktív tagjuk ellátja az őrzést, figyelést, rendezvények biztosítását. A helyi önkormányzat támogatja őket, továbbá a személyi jövedelemadó 1+1%-át kapják meg azoktól a lakosoktól, akik így rendelkeznek. Rendeznek jótékonysági bált is működésük biztosítására. Szolgálatukat gépkocsival tudják végezni, hatékonyan együttműködnek a körzeti rendőrségi megbízottal.
A helyi Nyugdíjas Klub az ezredforduló óta működik. Aktív tagjai megyei rendezvényeken szerepelnek. Az énekkar rendszeres résztvevője a megyei Kortárs Ki mit tudnak. Programjukban gyakran szerepel belföldi, időnként külföldi kirándulás. A klub tagjai jó közösséget alkotnak, figyelnek egymásra.
A Kislángi Ifjúsági Egyesület is többéves múltra tekint vissza. Fontos szerveződés a község fiataljai számára. Lelkes vezetőik gazdag programmal várják tagjaikat. A település közösségi életében is fontos szerepet töltenek be a nyugdíjas klub tagjaival együtt.
A Sárvíz-térségben vadászati lehetőség van a PARGET Kft.-n keresztül.

### Hagyományos ünnepek
- március 15.: fáklyás felvonulás
- május: lovasnap
- pünkösd: falunap
- július: aratónap
- október: szüreti felvonulás
- december: idősek napja

## Közélete

### Polgármesterei
- 1990–1994: Rehák József (független)[7]
- 1994–1998: Rehák József (független)[8]
- 1998–2002: Rehák József (független)[9]
- 2002–2006: Rehák József (Polgármesterek Fejér Megyéért)[10]
- 2006–2010: Tóth Terézia (független)[11]
- 2010–2014: Rumpler Tibor (független)[12]
- 2014–2019: Rumpler Tibor (független)[13]
- 2019–2024: Rumpler Tibor (független)[14]
- 2024– : Kovács Mihály (független)[1]

## Népesség
A település népességének változása:
| Lakosok száma | 2516 | 2453 | 2442 | 2425 | 2447 | 2472 | 2536 | 2440 | 2459 | 2409 |
|               | 2013 | 2014 | 2015 | 2016 | 2017 | 2018 | 2021 | 2022 | 2023 | 2024 |

A 2011-es népszámlálás során a lakosok 83,1%-a magyarnak, 1% cigánynak, 0,2% németnek mondta magát (16,8% nem nyilatkozott; a kettős identitások miatt a végösszeg nagyobb lehet 100%-nál). A vallási megoszlás a következő volt: római katolikus 48,3%, református 10,9%, evangélikus 0,6%, görögkatolikus 0,2%, felekezeten kívüli 11,8% (27,6% nem nyilatkozott).
2022-ben a lakosság 86,8%-a vallotta magát magyarnak, 2,3% cigánynak, 0,3% németnek, 0,1-0,1% bolgárnak és ruszinnak, 1,1% egyéb, nem hazai nemzetiségűnek (13,1% nem nyilatkozott; a kettős identitások miatt a végösszeg nagyobb lehet 100%-nál). Vallásuk szerint 31,2% volt római katolikus, 8,3% református, 0,4% görög katolikus, 0,2% evangélikus, 0,5% egyéb keresztény, 0,7% egyéb katolikus, 21,7% felekezeten kívüli (37% nem válaszolt).

## Híres személyek
- Itt született 1917-ben Rácz István tanár, történész

## Nevezetességei
- községháza
- I-II. világháborús emlékmű
- református templom – az 1900-as évek elején, közadakozásból épült.
- katolikus templom – az 1910-es években épült, szintén közadakozásból.
- A településen született 1949-ben Dr. Kárász Imre, ökológus-környezettudós egyetemi tanár, az Eszterházy Károly Egyetem professor emeritusa[17]